# Минстер (град)
Минстер (њем. Münster, нисконем. Mönster) град је у њемачкој савезној држави Северна Рајна-Вестфалија.

## Историја
Град Минстер основао је 793. мисионар Лудгер, кога је Карло Велики послао да покрштава Фризијце и Саксонце. Бискупију у Минстеру је 799. прогласио папа Лав III, а Лудгер је од 805. био њен први бискуп. Минстер је био један од водећих градова Ханзеатскога савеза. За време реформације, у Минстеру анабаптисти су преузели власт у побуни званој Минстерски устанак (1534-1535). Анабаптисти су по преузимању власти спалили све књиге, сем Библије, али њихова власт трајала је само годину дана. У Минстеру и у Оснабрику је 1648. потписан Вестфалски мир, којим је окончан Тридесетогодишњи рат. Минстером и његовом државом су вековима владали бискупи, све до 1803. То је била највећа црквена територија у Светом римском царству. Од 1815. до 1946. Минстер је био престоница пруске провинције Вестфалија. У савезничком бомбардовању 1944. и 1945. уништено је око 63% града.
Стари град је уништен у Другом светском рату (91%), али је обновљен 1950-их.

### Географија
Град се налази на надморској висини од 60 метара. Површина општине износи 302,9 km². У самом граду је, према процјени из 2010. године, живјело 275.543 становника. Просјечна густина становништва износи 910 становника/km². Посједује регионалну шифру (AGS) 5515000, NUTS (DEA33) и LOCODE (DE MSR) код.

## Остало
У Минстеру данас постоји 8 универзитета и виших школа, као и провинцијски судови. Град је познат по великој употреби бицикала.